# Belesar (Bayona)
Belesar (llamada oficialmente San Lourenzo de Belesar) es una parroquia del municipio español de Bayona, en la provincia de Pontevedra, Galicia.

## Toponimia
La parroquia también es conocida por los nombres de San Lorenzo de Belesar y San Lorenzo P. de Belesar.

## Geografía
Limita con las parroquias de Baíña y Santa Cristina de la Ramallosa. 
El contorno de esta sierra está lleno de caminos pedregosos y senderos rurales. Además se conservan varios núcleos de petroglifos fechados en la Edad de Bronce.
Está atravesado por el río de la Grova.

## Organización territorial
La parroquia está formada por cuatro entidades de población:
- Estivada (A Estibada)
- Granja (Granxa)(A Granxa)
- Medialdea
- Urgal

## Demografía
| Gráfica de evolución demográfica de Belesar entre 2000 y 2023 |
|                                                               |
| Datos según el nomenclátor publicado por el INE.              |

## Patrimonio
Entre sus monumentos destaca el mirador del Cortelliño, en la Sierra de la Groba, desde donde se ven las Rías Bajas.[cita requerida]

## Festividades
La fiesta de la parroquia es el 10 de agosto, en honor a San Lorenzo.